# 제라르 울리에
제라르 울리에(프랑스어: Gérard Houllier, 1947년 9월 3일 ~ 2020년 12월 14일)는 프랑스의 축구 감독이었다.

## 지도자 경력
26세 때인 1973년 선수 겸 감독으로 데뷔했다. 1982년 RC 랑스의 감독으로 취임했으며 팀의 UEFA컵 진출에 공헌했다. 1985년 파리 생제르맹의 감독으로 취임했고 1986년에는 팀의 리그 1 우승에 공헌했다.
1988년 프랑스 축구 국가대표팀의 코치를 맡았고 1992년 프랑스 대표팀 감독으로 취임했지만 1993년 프랑스의 1994년 FIFA 월드컵 본선 진출에 실패한 책임을 지고 사퇴했다. 그 후 프랑스 대표팀에서 기술위원장을 맡았고 프랑스가 1998년 FIFA 월드컵에서 우승을 차지하는 데에 공헌했다.
1998년 잉글랜드 프리미어리그의 리버풀의 감독으로 취임했으며 팀의 UEFA컵 1회 우승과 UEFA 슈퍼컵 1회 우승, 잉글랜드 FA컵 1회 우승, 풋볼 리그 컵 2회 우승, FA 커뮤니티 실드 1회 우승에 기여했다. 2001년 10월 심장 통증으로 인해 병원으로 긴급 후송되었지만 다행히 목숨을 건졌고 5개월 만에 퇴원했다. 2003-04 시즌을 끝으로 리버풀 감독직에서 사임했다.
2005년 5월 29일 올랭피크 리옹의 감독으로 취임했으며 팀의 리그 2회 우승(2005-06 시즌, 2006-07 시즌)에 공헌했다. 2007년 5월 25일 휴식을 취하고 싶다는 의향을 밝히면서 올랭피크 리옹 감독직에서 사임했다. 2010년 9월 8일 마틴 오닐의 후임으로 애스턴 빌라의 새 감독으로 취임했지만 2011년 4월 심장 발작으로 인해 병원에 입원하기도 했다. 2011년 6월 시즌 종료와 함께 애스턴 빌라 감독직에서 사임했다.

## 수상 내역
파리 생제르맹
- 리그 1 우승 1회(1985-86)

리버풀
- UEFA컵 우승 1회(2001)
- UEFA 슈퍼컵 우승 1회(2001)
- 잉글랜드 FA컵 우승 1회(2001)
- 풋볼 리그 컵 우승 2회(2001, 2003)
- FA 커뮤니티 실드 우승 1회(2001)

올랭피크 리옹
- 리그 1 우승 2회(2005-06, 2006-07)
- 트로페 데 샹피옹 우승 2회(2005, 2006)

## 서훈
- 2003년 영국 명예 대영 제국 훈장 4등급(Honorary OBE, 외국인 대상 정원외)